# Lázár Magdolna
Lázár Magdolna (Hajdúböszörmény, 1951. május 5. –) magyar középtávfutó, olimpikon.

## Életrajzi adatok
Az általános iskolát Hajdúböszörményben végezte el. Tanulmányait Debrecenben, a Csokonai Vitéz Mihály Gimnáziumban folytatta. Felsőfokú végzettségét, a Debreceni Egyetem programozó matematikus szakán szerezte meg 1975-ben. Montrealban, 1976-ban részt vett a XXI. Olimpiai Játékokon. Férje - Dr. Aradi János Zsigmond - neves atléta és edző, házasságukból két gyermek született: Borbála 1984-ben és Bernadett 1987-ben. Mindkét gyermeke atletizál. Nyugdíjasként hobbija az edzősködés.

## Klubjai, edzői
Hajdúböszörményi TE 1967, Debreceni VSC 1968, Debreceni Építők 1969-1972-ig, Debreceni Egyetemi Atlétikai Club 1973-1977-ig, Debreceni MVSC 1978-1981-ig.
Sportpályafutása idején két edzővel dolgozott együtt. Öt éven keresztül 1967-1971-ig Kováts Györgyné tanítványa volt. Ezt követően Dr. Aradi János lett az edzője.

## Egyéni csúcsok
- 800 méter: 2:00,5 p
- 1500 méter: 4:11,1 p
- 3000 méter: 9:05,14 p
- 400 m gátfutás: 60,2 mp

## Elért eredményei
- Pályafutása alkalmával összesen huszonkilenc alkalommal volt magyar válogatott.
- Felnőtt magyar bajnokságok száma összesen: 17.
- Tizenegy alkalommal futott magyar országos csúcsot.

### Nemzetközi versenyek
- Olimpiai játékok
  - 800 m: helyezetlen (1976, Montreal)
  - 1500 m: helyezetlen (1976, Montreal)
- Európa-bajnokság
  - 3000 m: 11. helyezett (1978, Prága)
  - 1500 m: helyezetlen (1978, Prága)
- Universiade
  - 800 m: 4. helyezett: (1975, Róma)
  - 1 500 m: 6. helyezett: (1975, Róma)